# Per-Tomastjärnarna
Per-Tomastjärnarna är varandra näraliggande sjöar i Krokoms kommun i Jämtland och ingår i Indalsälvens huvudavrinningsområde.
- Per-Tomastjärnarna (Hotagens socken, Jämtland, 709680-143073), sjö i Krokoms kommun, 63°58′17″N 14°23′27″Ö / 63.9713°N 14.3907°Ö
- Per-Tomastjärnarna (Hotagens socken, Jämtland, 709708-143026), sjö i Krokoms kommun, 63°58′26″N 14°22′52″Ö / 63.9738°N 14.381°Ö